# Riviera romagnole

Tours les stations balnéaires de la Riviera Romagnole

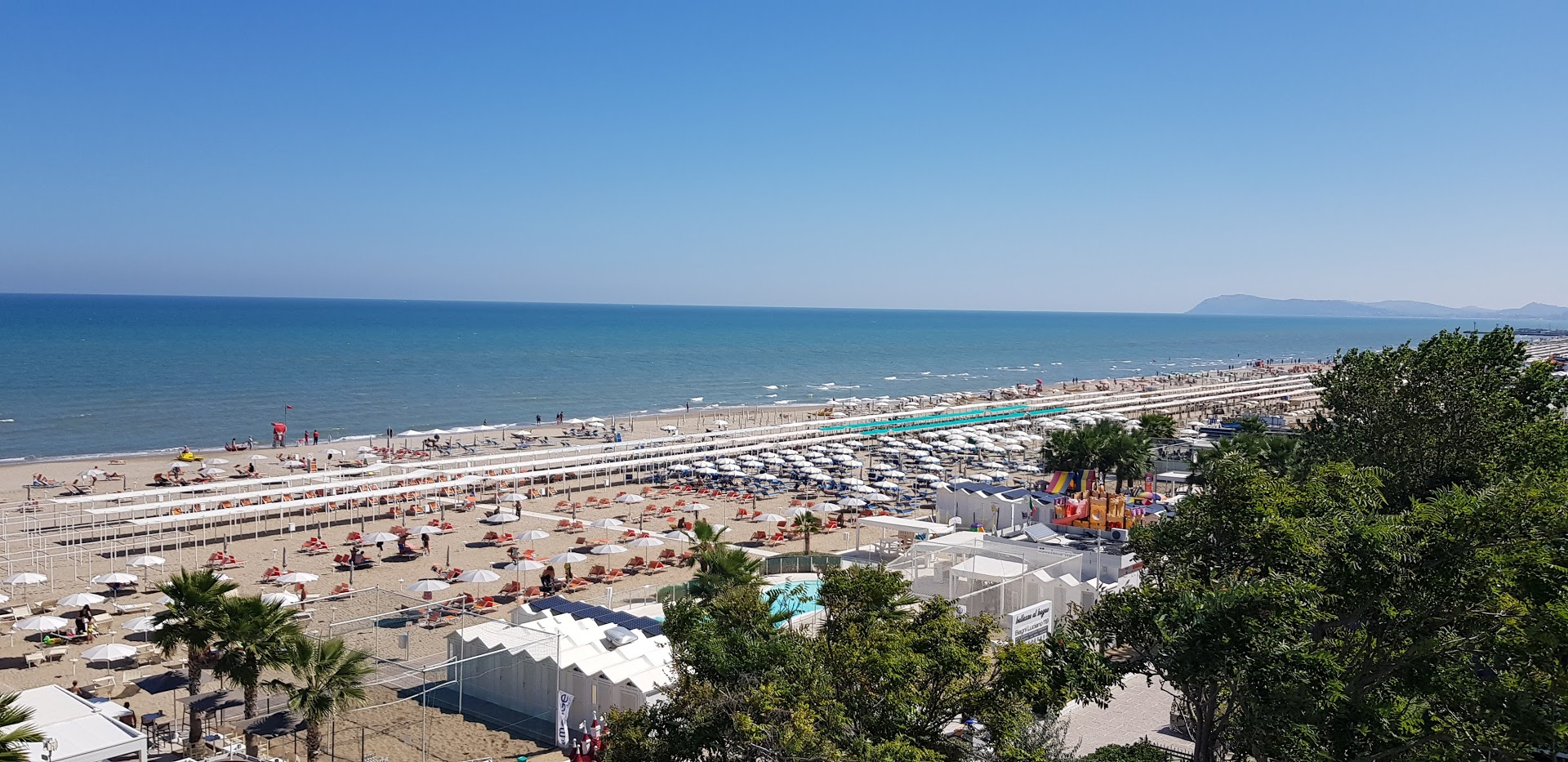
Riccione

La Riviera Romagnole est le territoire côtier de la région d’Émilie-Romagne qui borde la mer Adriatique en Italie, et qui s'étend sur 107 km.

Le terme riviera, qui était à l’origine destiné à désigner la côte Méditerranéenne française et italienne, est aujourd’hui employé pour tous les littoraux aménagés en stations balnéaires, tant en Europe que partout ailleurs dans le monde.

## Géographie
Pour être plus en rapport avec l’histoire, la Riviera Romagnole n’est concernée que par les quatre provinces de la sous-région de Romagne. Du Nord au Sud, l’étendue côtière va de Goro (limite avec le Veneto et le delta du Pô) à Cattolica (limite avec les Marches) sur environ 130 km y compris le bassin de Goro. Chaque province est concernée par un certain nombre de kilomètres de côte :
- la province de Ferrare : 23 km + le bassin de Goro
- la province de Ravenne : 47 km,
- la province de Forlì-Cesena : 8 km,
- la province de Rimini : 33 km.

### Caractéristiques géologiques du littoral

Côtes d’Émilie-Romagne

La caractéristique essentielle et, pour ainsi dire, négative est la très faible profondeur des eaux de l’Adriatique bordant la riviera romagnole : au niveau de Goro la profondeur maximale est de 40 m à 60 km de la côte et au niveau de Cattolica la profondeur atteint 70 m à 60 km de la côte. La pente du fond marin est très faible et l’Adriatique ne prend de la profondeur qu’au niveau d’Ancône, pour passer de 265 m à plus de 1 500 m au large d’Otrante (le talon de la botte). Le fond marin est essentiellement sablonneux à cause des limons et sédiments amenés par les principaux grands fleuves : Pô, Adige, Piave, Brenta, Bacchiglione, Sile et autres torrents qui ont, au cours des millénaires, façonné la lagune de Venise, le delta du Pô et les fonds marins de la côte italienne de l’Adriatique du Nord.
Le principal danger qui dénature le littoral est causé par l’érosion des côtes, phénomène accentué depuis le milieu du XXe siècle par la destruction, le long du littoral, des dunes naturelles et la création de plages et espaces dédiés au tourisme ainsi que l’assainissement des zones marécageuses.
La morphologie et la lente évolution du rivage sont observables sur les différents vues aériennes prises en 1943-45 par la RAF et des vues actuelles.
Les courants marins et l’action des vagues (surtout en période hivernale) agissent sur la morphologie du terrain en déportant de grandes quantités de sable d’un endroit à un autre, en fonction d’obstacles artificiels comme les jetées des ports ou des remblais de roche à une centaine de mètres de la rive. Ces enrochements, réalisés dans les années 1950-60 entre Rimini et Bellaria pour protéger les plages, ont déplacé le phénomène d’érosion plus au Nord, sur les plages suivantes, pour arriver aujourd’hui à celles de Cesenatico-Cervia.
Le même phénomène se constate sur le littoral de Comacchio à Goro à la suite de la création des lidi di Comacchio; il est accentué par la courbure de l’anse de Goro qui influe sur la direction et la dynamique des courants marins. Là, malgré la présence d’enrochements au large, l’érosion hivernale est comblée par l’apport de sable extérieur (provenant principalement de fleuves) d’une granulométrie assez importante par rapport au sable naturel des plages plus au Sud (Cervia, Cesenatico, Rimini).
Une protection supplémentaire est apportée en période hivernale par la création de dunes artificielles avec de gros engins mécaniques en octobre, puis aplanies à partir de mi-avril, au début de la saison estivale. Ces dunes protègent essentiellement les installations balnéaires qui bordent le littoral, ainsi que les zones habitées de l'arrière-pays.

### Caractéristiques des sols
Les plages comme les fonds marins sont constitués de sable naturel apporté par les nombreux fleuves et torrents qui débouchent dans l’Adriatique. Le sable est fin, d’aspect jaunâtre sur la partie du littoral au sud de Ravenne, mais plus grossier et grisâtre sur les plages au nord de Ravenne.

La présence de ces enrochements artificiels freinant l’action des courants a tendance à envaser la zone sableuse, lieu de baignade, entre ces enrochements et la rive.

### Qualité de l’eau
Le problème majeur de la mer Adriatique est sa faible profondeur mais aussi et surtout la pollution amenée par les grands fleuves comme le Pô et ses affluents qui drainent toute la plaine sur 652 km en traversant les plus grands centres industriels italiens (Turin, Milan, Modène, Bologne, Ferrare), ainsi que les grandes zones agricoles peu avares en pesticides.

À chaque période de grande canicule, le phénomène des algues vertes ressurgit, accompagné d’une prolifération de méduses. Néanmoins les eaux se révèlent d’une bonne qualité.

Le problème d'un traitement efficace des eaux usées tient essentiellement à la nécessité d'un surdimensionnement des stations d'épuration pour absorber l'afflux des touristes en été. Par exemple, la commune de Cesenatico, qui compte environ 23 000 résidents permanents, passe à 300 000 pendant les deux à trois mois d'été ; il en est de même pour la plupart des autres communes. Il faut ajouter à cela la pollution des sols et des eaux drainées par le traitement des cultures qui occupent en majorité la superficie du territoire.   

### Sédiments fluviaux
Accès à la mer et écoulement des eaux douces.
- Littoral de Rimini :

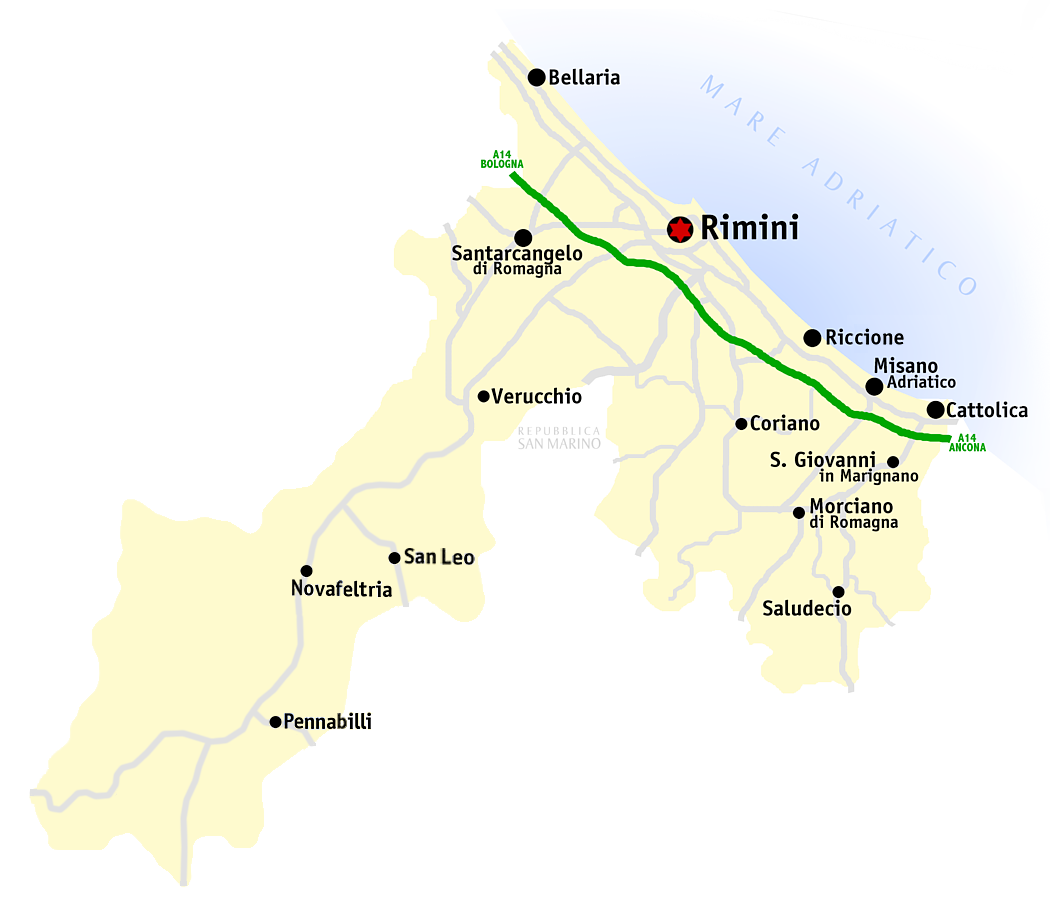
Province de Rimini

  - le port-canal de Bellaria-Igea Marina sur l’embouchure du fleuve uso,
  - le canal Pedrera Grande,
  - le port de Viserba di Rimini
  - le canal artificiel de déviation du fleuve Marecchia,
  - le port-canal de Rimini construit sur l’embouchure du fleuve Marecchia,
  - le port-canal de Riccione sur l’embouchure du rio Melo,
  - le port de Portoverde,
  - le port de Cattolica sur l’embouchre du torrent Tavollo,
  - l’embouchure du torrent Marano,
  - l’embouchure du fleuve Conca
  - les embouchures des rii Pircio, dell’Asse, Alberello, Agina et Ventena

- Littoral de Forli-Cesena:

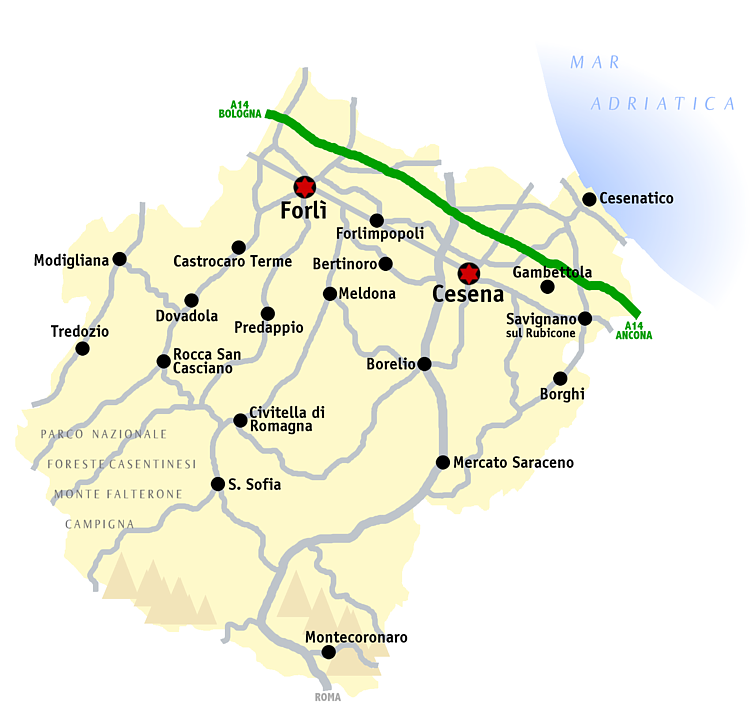
Province de Forli-Cesena

  - le port-canal de Cesenatico, alimenté par une multitude de canaux de drainage qui y apportent des eaux usées de certains hameaux non équipés de station d’épuration,
  - l’embouchure du fleuve Rubicon, alimenté par plusieurs autres torrents comme le Pisciatello qui charrient les eaux de pluie provenant d’une dizaine de communes et des terres cultivées en plaine et en colline,
  - le canal Tagliata, communique avec le port-canal et recueille des eaux de drainage des terres cultivées et des zones habitées qui sont moyennement équipées de dépurateurs.

- Littoral de Ravenne :

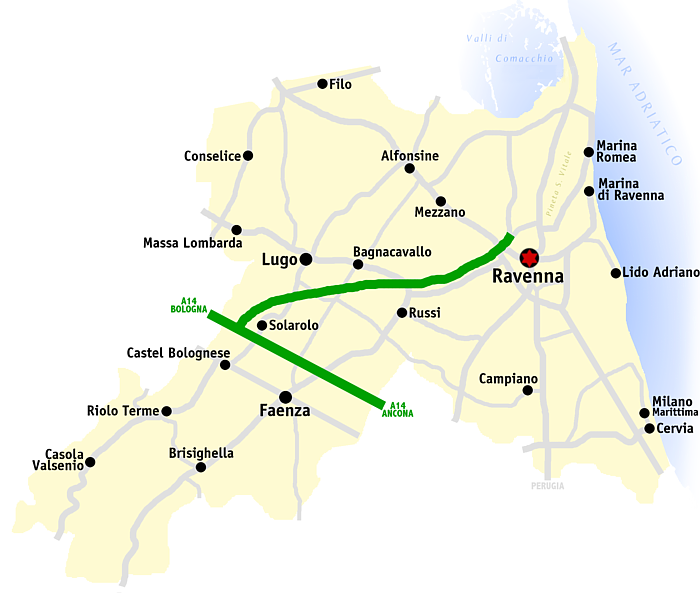
Province de Ravenne

  - le port de Ravenne, à l’embouchure du canal Candiano qui traverse la zone industrielle de la cité munie de stations d’épuration,
  - le port-canal de Cervia, reçoit les eaux provenant des salines,
  - l’embouchure du fleuve Reno, avec ses 211 km, il draine les eaux des 3 provinces traversées (Bologne, Ferrare et Ravenne) dont celle de Bologne qui apporte le plus de pollution,
  - le canal Destra Reno, situé à droite du fleuve Reno, il draine quelques eaux usées civiles et industrielles de la province de Ravenne,
  - l’embouchure du fleuve Lamone, avec ses 88 km il amène les eaux des premiers contreforts des Apennins de Toscane. Ces eaux, parfois mélangées à celle du canal Émilien Romagnol, sont de bonne qualité,
  - le canal del Moulino, recueille les eaux de drainage des territoires agricoles qui, en période estive, sont dirigées vers des étendues de décantation pour éviter son déversement en mer,
  - l’embouchure du fleuve fiumi Uniti, union des fleuves Montone et Ronco qui recueillent les eaux des territoires de Forli-Cesena,
  - l’embouchure du torrent Bevano, il reçoit les eaux non dépolluées de nombreux petits torrents saisonniers,
  - l’embouchure du fleuve Savio, draine un bassin de 660 km2 et achemine des eaux de la province de Forli-Cesena, zone agricole et artisanale,
  - le canal Coupa Nuovo, sert essentiellement à l’apport en eaux d’irrigation pour les terres agricoles.

- Littoral de Ferrare :
  - le canal navigable, ses eaux sont saumâtres et reçoivent celles des stations de dépollution  de Comacchio,
  - le canal Logonovo fait la liaison entre les marais de Comacchio (valli) et la mer,
  - les affluents de l’anse de Goro (Pô di Volano, canal Giralda, Bianco, etc.) drainent les eaux de la région de Ferrare dont la plupart des communes sont équipées de dépurateurs d’eaux usées.

## Stations balnéaires
- les Lidi di Comacchio : Ils sont nommés Lido di Volano, Lido delle Nazioni, Lido di Pomposa, Lido degli Scacchi,  Porto Garibaldi, Lido degli Estensi et Lido di Spina. Les stations sont desservies par la route Romea qui longe la côte depuis Rimini à Venise et par une voie expresse venant de Ferrare.
- de Ravenne, les stations de Marina di Ravenna, Lido di Classe, Lido di Savio, Porto Corsini
- de Cervia et Milano Marittima et la pinède de Pinarella et Zadina Pineta qui s’étend jusqu’à Cesenatico
- de Cesenatico, Valverde et Villamarina
- de Gatteo a Mare, S. Mauro a Mare, Bellaria-Igea Marina,
- de Rimini, Torre Pedrera, Viserbella, Viserba, Bellariva, Marebello, Rivazzura, Miramare,
- de Misano Adriatico,
- de Riccione,
- de Cattolica

## Parcs d’attraction et parcs régionaux

### Province de Ferrare
- Parc régional du delta du Pô d'Émilie-Romagne
- Valli di Comacchio,

### Province de Ravenne
- Réserve naturelle des pinèdes de Ravenne (Classe, San Vitale),
- Mirabilandia  : depuis 1992, ce parc offre une grande variété d’attractions ; des montagnes russes, aux manèges aquatiques, sur 750 000 m2.
- Réserve naturelle des salines de Cervia,
- la pinède de Cervia (Pinarella),

### Province de Forli-Cesena
- Atlantica Park – Cesenatico, parc aquatique à deux pas de la mer.

### Province de Rimini
- Aquabell – parc aquatique à Bellaria-Igea Marina.
- Aquafan – à Riccione, parc aquatique avec, entre-autres, 3 km de toboggans aquatiques et spectacles.
- Aquarium le Navi – à Cattolica sur 49 000 m2 en bordure de plage, 100 réservoirs contenant environ 3 000 exemplaires de 400 espèces de poissons tels : requins, méduses, tortues marines, pingouin, etc.
- Beach Village – Riccione, parc acquatique attenant à une station balnéaire avec piscine d’eau salée.
- Delfinario - Rimini.
- Delphinarium – à Riccione, inauguré en 1963, c’est le plus ancien delphinarium d'Europe.
- Fiabilandia – à Rivazzura (Rimini), plus de 20 attractions sur 150 000 m2.
- Imax – à l’Otremare de Riccione, projections cinématographiques en 3D sur écran géant de 600 m2.
- Italia in miniatura – promenades au travers plus de 270 fidèles reproductions de monuments et de sites historiques italiens et européens.
- Musée de l’aviation de Rimini.
- Oltremare – ouvert depuis 2009 à Riccione sur 4 ha, offre diverses animations de la promenade en barque, aux aquariums, bataille au canon à eau, animations avec des dauphins, etc.
- San Martino Adventures – entre Rimini et Saint-Marin, un des plus grands parcs accrobranche d’Italie.

## Cités historiques à proximité
- Ferrare
- Comacchio
- Ravenne
- Cervia
- Cesena, Bertinoro, Forlimpopoli, Forlì
- Santarcangelo di Romagna, Verucchio, Torriana
- Rimini
- Saint-Marin, San Leo

## Ports de pêche et de plaisance
- Goro (Italie), avec environ 110 embarcations et 16 000 tonnes par an, le port représente 65 % de l’économie locale.
- Comacchio, 11 000 ha de marais (pêche et pisciculture), 518 ha de salines, spécialité de l’anguille fumée.
- Porto Garibaldi, 70 embarcations et 2 500 tonnes par an
- Porto Corsini et Marina di Ravenna, environ 20 barques de pêche, port de commerce.
- Cervia, 828 ha de salines, petit port de pêche
- Cesenatico, 90 embarcations, 3 000 tonnes par an
- Bellaria-Igea Marina, 80 embarcations
- Rimini,
- Riccione, la perle verte de l’Adriatique, petites embarcations de pêche locale
- Cattolica, 60 embarcations de pêche, 1 500 tonnes par an, bassin de 200 places.

### Types de pêches
la pêche côtière avec 30 000 tonnes par an de poissons et 25 000 tonnes de mollusques :
- En pisciculture, principalement dans les marais (valli) de Comacchio et anse de Goro (anguille, moule),
- Au bord des côtes avec de petites embarcations pour les poissons dits de roche,
- pêche à la traîne, avec filet ouverture fixe traîné sur le fond (mulet, lotte, turbo, roussette, torpille, raie),
- pêche à la volée avec un filet tendu entre deux embarcations moyennes équipées de sonar qui détecte les bancs de poissons (anchois, sardine, maquereau, dorade, etc.),
- pêche à poste fixe, à environ 20-40 milles nautiques, par immersion de filets, nasses, paniers, trémails, (poulpe, encornet, crevette, crabe, etc.)
- pêche à la drague hydraulique, pour les coquillages (coque, palourde, petit escargot de mer),
- pêche subaquatique, pour moule, huître,
- pêche au coup, à la ligne, (thon, espadon)
- pêche sportive au large à partir de presque tous les ports

## Gastronomie
La cuisine romagnole à base de pâtes faites « maison », réputée pour être une des meilleures d’Italie, les plats de poissons dans les ports, les vins (Sangiovese, Albana, Trebbiano, Cagnina, Pagadebit) issus des vignes cultivées sur les proches collines des Apennins, la piadina, la charcuterie locale, les fruits.

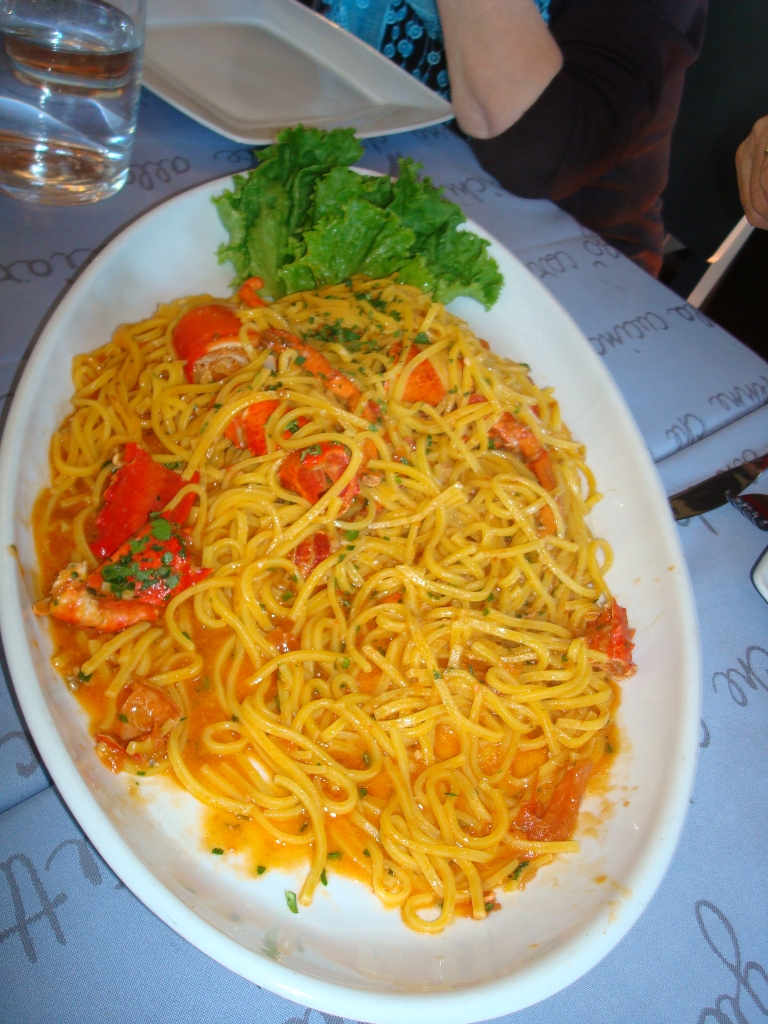
Tagliatelle au homard
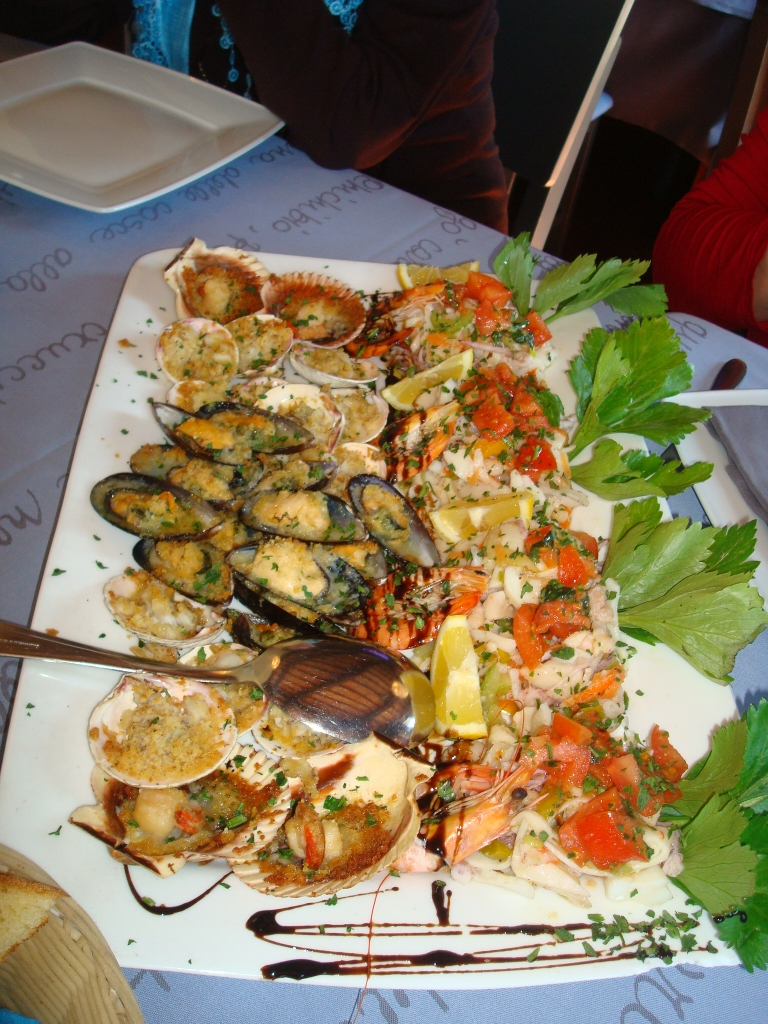
Fruits de mer
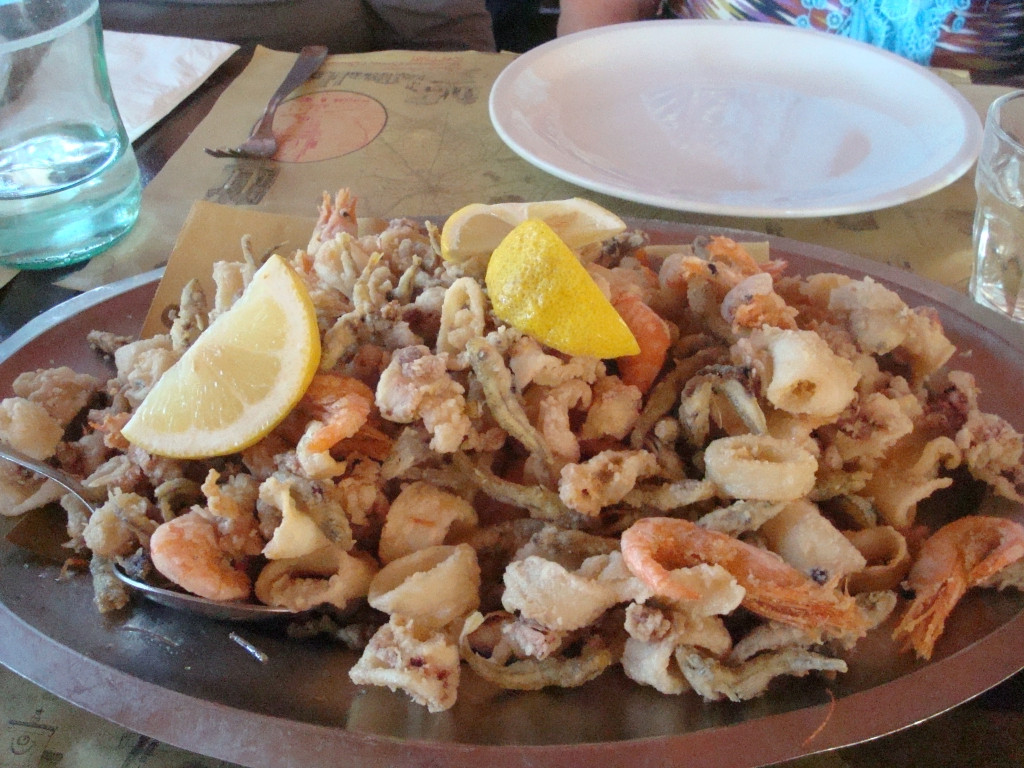
Fritto misto (friture poissons-fruits fr mer)
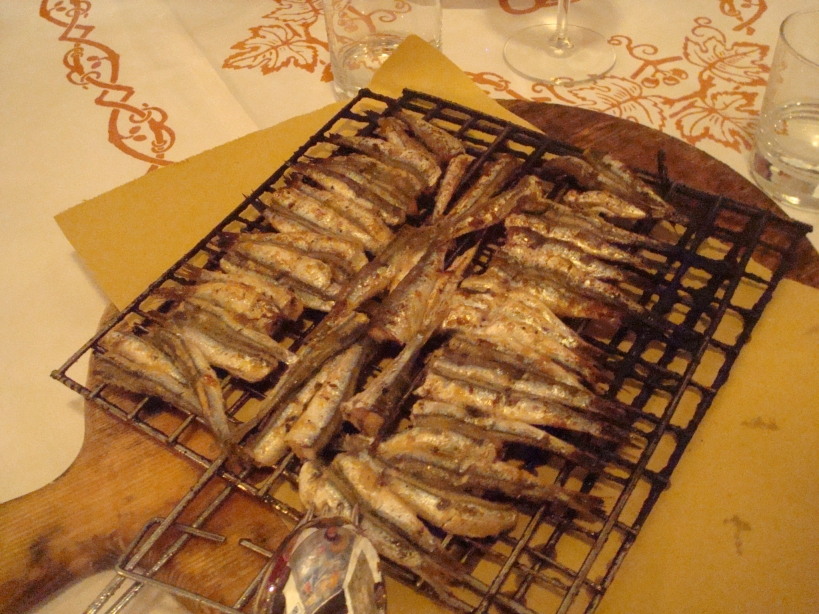
Sardines à la braise

### Sources
- (it) Parc de la riviera
- (it) Caractéristiques du littoral
- (it) parcs d’attraction